# Östraby
Östraby – miejscowość (tätort) w Szwecji, w regionie administracyjnym (län) Skania, w gminie Hörby.
Według danych Szwedzkiego Urzędu Statystycznego liczba ludności wyniosła: 210 (31 grudnia 2018) i 202 (31 grudnia 2019).